# Marc Van Der Linden (voetballer)
Marc Angèle Van Der Linden (Merksem, 4 februari 1964) is een Belgisch voormalig voetballer die speelde als aanvaller.

## Clubcarrière
Van Der Linden begon bij de jeugd van SC Merksem. In 1980 debuteerde de aanvaller in het A-elftal van Merksem. In 1981 verhuisde hij naar Antwerp FC. Daar bleef Van Der Linden acht seizoenen. De aanvaller speelde bijna elke wedstrijd mee bij Antwerp FC en scoorde vaak meer dan tien doelpunten per seizoen. In 1989 ging Van der Linden naar RSC Anderlecht. Bij Anderlecht bleef de spits twee seizoenen en werd hij één keer landskampioen. Omdat hij bij RSC Anderlecht op het einde vaak op de bank zat, trok hij in 1991 naar KAA Gent. Na drie seizoenen bij de Gentse club begon Van Der Linden aan een buitenlands avontuur.
Tussen 1994 en 1995 speelde hij voor Ironi Rishon-le-Zion en Hapoel Herzliyya, allebei clubs uit Israël. In 1995 keerde Van Der Linden terug naar België om er bij Beerschot VAC te gaan spelen. In 1997 ging hij terug naar Merksem. SC Merksem speelde in de provinciale reeksen van België.
Nadien speelde hij nog vier seizoenen bij eersteprovincialer KSV Temse. Zijn laatste seizoen speelde hij bij KFC Sporting Sint Gillis Waas in eerste provinciale Oost-Vlaanderen. In 2004 stopte hij met voetballen. Hij heeft nadien nog twee seizoenen gevoetbald bij SV Groenendaal in KVV-verbond.

## Interlandcarrière
Van Der Linden speelde negentien keer voor de Rode Duivels en scoorde negen keer. Hij nam met België deel aan het WK van 1990. Hij maakte zijn debuut op 31 mei 1983 in de vriendschappelijke wedstrijd tegen Frankrijk (1-1). Hij moest in dat duel na 60 minuten plaatsmaken voor Lei Clijsters. Van Der Linden scoorde op 1 juni 1989 vier keer in het WK-kwalificatieduel tegen Luxemburg (5-0).
| Interlanddoelpunten | Interlanddoelpunten | Interlanddoelpunten | Interlanddoelpunten  | Interlanddoelpunten | Interlanddoelpunten | Interlanddoelpunten | Interlanddoelpunten |
| #                   | Datum               | Locatie             | Wedstrijd            | Goal(s)             | Score               | Uitslag             | Wedstrijd           |
| ------------------- | ------------------- | ------------------- | -------------------- | ------------------- | ------------------- | ------------------- | ------------------- |
| 1                   | 19/01/1988          | Tel-Aviv            | Israël – België      | 19'                 | 0 – 2               | 2 – 3               | Oefeninterland      |
| 2                   | 15/02/1989          | Lissabon            | Portugal – België    | 83'                 | 1 – 1               | 1 – 1               | WK-kwalificatie     |
| 3                   | 27/05/1989          | Brussel             | België – Joegoslavië | 77' (pen.)          | 1 – 0               | 1 – 0               | Oefeninterland      |
| 4                   | 01/06/1989          | Rijsel              | Luxemburg – België   | 13'                 | 0 – 1               | 0 – 5               | WK-kwalificatie     |
| 5                   | 01/06/1989          | Rijsel              | Luxemburg – België   | 52'                 | 0 – 2               | 0 – 5               | WK-kwalificatie     |
| 6                   | 01/06/1989          | Rijsel              | Luxemburg – België   | 62'                 | 0 – 3               | 0 – 5               | WK-kwalificatie     |
| 7                   | 01/06/1989          | Rijsel              | Luxemburg – België   | 89'                 | 0 – 5               | 0 – 5               | WK-kwalificatie     |
| 8                   | 06/09/1989          | Brussel             | België – Portugal    | 59'                 | 2 – 0               | 3 – 0               | WK-kwalificatie     |
| 9                   | 06/09/1989          | Brussel             | België – Portugal    | 69'                 | 3 – 0               | 3 – 0               | WK-kwalificatie     |

## Trivia
- In de F.C. De Kampioenen-aflevering "Het record" uit 1990 (seizoen 1) wordt Marc Van Der Linden vermeld en staat zijn naam op de pet van Pico Coppens (Walter Michiels).